# اچ‌ام‌اس مدوی (۱۹۲۸)
اچ‌ام‌اس مدوی (۱۹۲۸) (به انگلیسی: HMS Medway (1928)) یک زیردریایی با طول ۵۸۰ فوت (۱۷۶٫۸ متر) بود. این زیردریایی در سال ۱۹۲۸ ساخته شد.